# Чемпионат России по международным шашкам среди женщин 2013
Чемпионат России по международным шашкам среди женщин 2013 прошёл в Суздале с 13 по 23 августа.  Одновременно проводился чемпионат России среди мужчин.

## Результаты

### Классическая программа
Золото — Ирина Платонова
 Серебро — Матрёна Ноговицына
 Бронза — Елена Мильшина

#### Командный зачёт
Золото — Саха (Якутия) (Ноговицына Матрёна, Платонова Ирина)
 Серебро — Башкортостан (Идрисова Айгуль, Мильшина Елена)
 Бронза — Москва (Тетерина Татьяна, Бережнова Галина)

### Быстрая программа
Золото — Айыына Собакина
 Серебро — Матрёна Ноговицына
 Бронза — Гузель Георгиева 

#### Командный зачёт
Золото — Башкортостан (Идрисова  Айгуль, Мильшина Елена)
 Серебро — Москва (Тетерина Татьяна, Читайкина Елена)
 Бронза — Саха (Якутия) (Кычкина Аяника, Шестакова Наталья)

### Молниеносная программа
Золото — Елена Мильшина
 Серебро — Матрёна Ноговицына
 Бронза — Наталья Шестакова

#### Командный зачёт
Золото — Башкортостан (Идрисова Айгуль, Мильшина Елена)
 Серебро — Москва (Тетерина Татьяна, Читайкина Елена)
 Бронза — Саха (Якутия) (Собакина Айыына, Попова Ангелина)